# فيني فنسنت
فيني فنسنت (بالإنجليزية: Vinnie Vincent)‏ (و. 1952  م) هو عازف قيثارة أمريكي، ولد في بريدجبورت، كونيتيكت.

## روابط خارجية
- فيني فنسنت على موقع IMDb (الإنجليزية)
- فيني فنسنت على موقع ميوزك برينز (الإنجليزية)
- فيني فنسنت على موقع إن إن دي بي (الإنجليزية)
- فيني فنسنت على موقع أول ميوزيك (الإنجليزية)
- فيني فنسنت على موقع ديسكوغز (الإنجليزية)
- فيني فنسنت على موقع ديسكوغز (الإنجليزية)